# 診療放射線技師
診療放射線技師（しんりょうほうしゃせんぎし、英語: Radiological technologist, Radiologic technologist, Radiographer）は、病院や診療所などの医療機関において、医師の指示のもとで主に放射線を用いた検査及び治療業務、これらの業務に必要な機器やシステムの管理などを行う、国家資格を有する高度医療職、技術者の名称である。
診療放射線技師法（昭和26年法律第226号）には、"「診療放射線技師」とは、厚生労働大臣の免許を受けて、医師又は歯科医師の指示の下に、放射線を人体に対して照射（撮影を含み、照射機器又は放射性同位元素（その化合物及び放射性同位元素又はその化合物の含有物を含む。）を人体内にそう入して行なうものを除く。以下同じ。）することを業とする者をいう。"と定義される。「…技師」（英：Technologist）という名称にもあるように、臨床検査技師や臨床工学技士などと同様にして医療従事者の中でも技術職・技能職の面が強い職種であり、一般的に「医療技術職」の一種とされる（戦前の日本では「（レントゲン）技術者」とも呼ばれていた）。

## 歴史

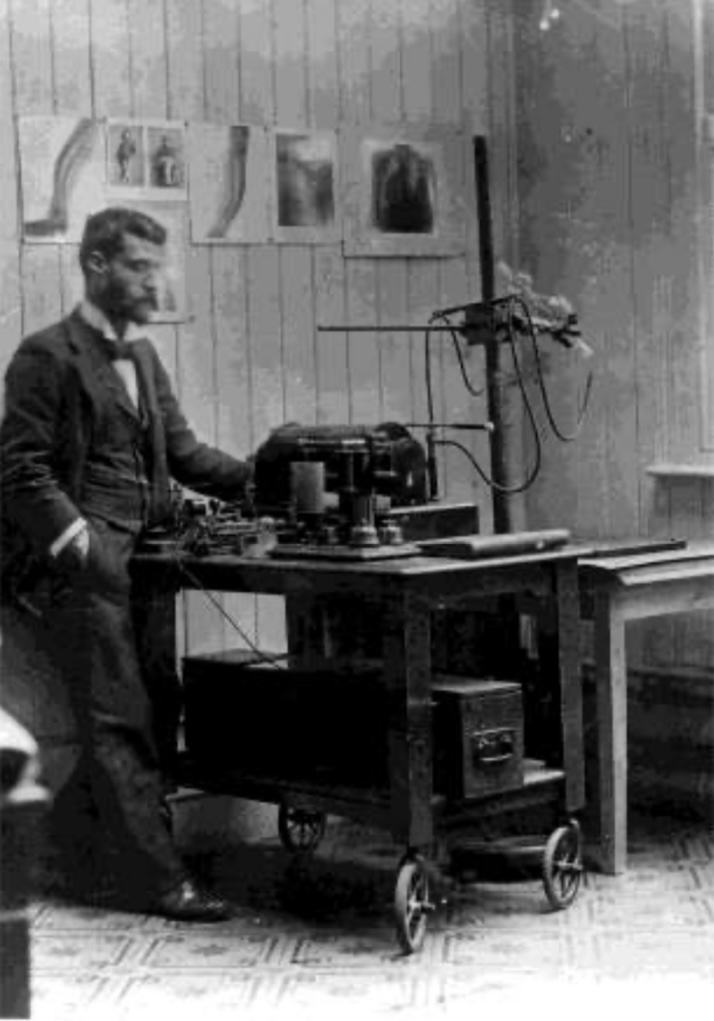
英国初の診療放射線技師であるErnest H. Harnack（1890年代撮影、ロイヤル・ロンドン病院にて）。1896年にロイヤル・ロンドン病院に入職したが、当時まだ解明されていなかった度重なる被ばくによって両手を失い、1909年に引退した。

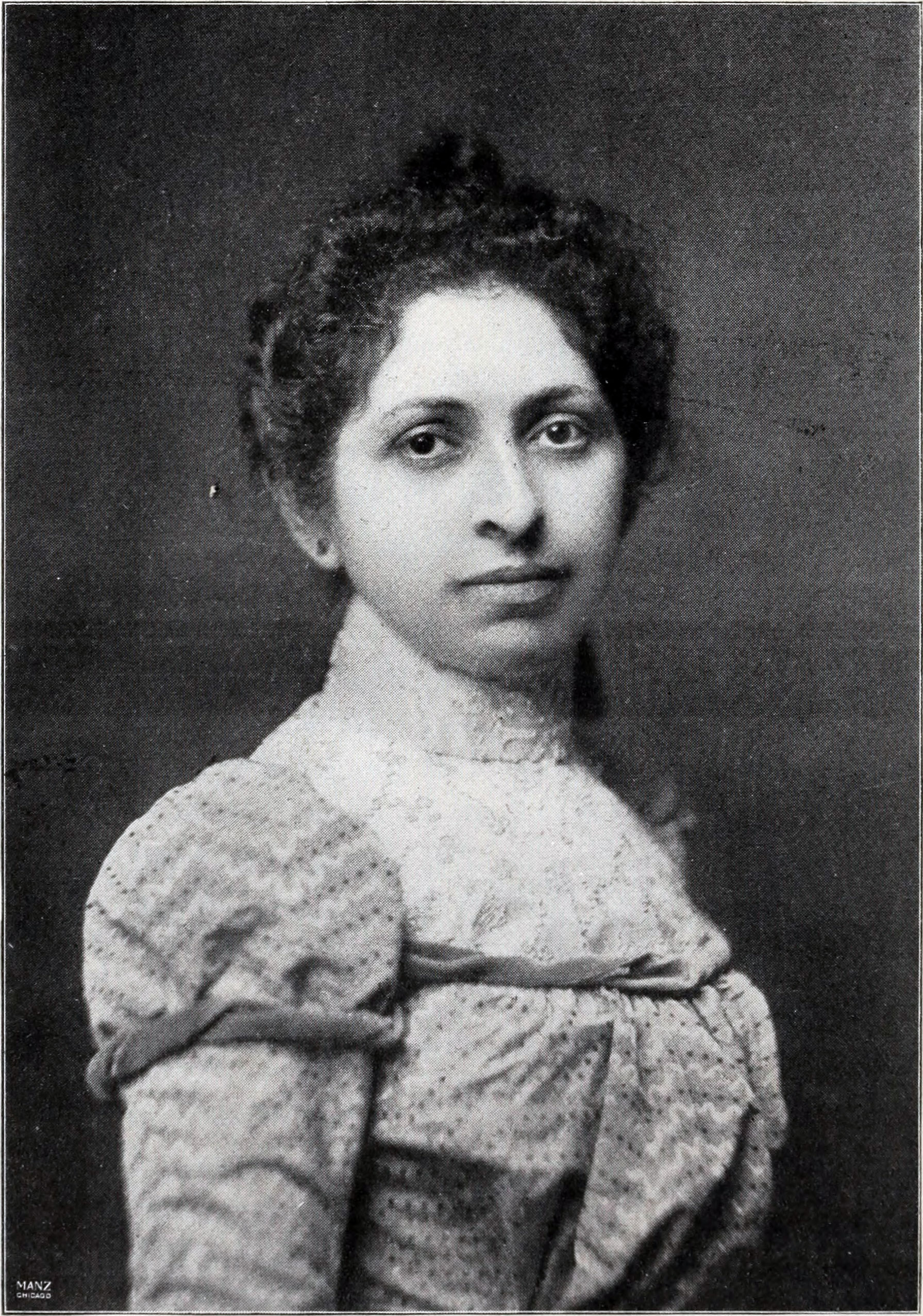
診療放射線技師のパイオニアの一人であるElizabeth Fleischman（1899年撮影）。1896年にサンフランシスコにX線研究所を設立し、そこで地元の医師に代わって患者を診察、その撮影技術から当時"最も優れたX線写真を撮影する女性"と謳われた。また彼女は被ばくによって死亡した初めての女性でもあった。

医療における放射線の利用は、元々医師によって行われていたが、放射線診療技術の高度化に伴い、高いレベルでの専門知識や技術を身につけた専門職として診療放射線技師の職域が形成されていった。一般に、診療放射線技師以外の医療職も、従来の医師の分野から派生した職域が多く存在する。
診療放射線技師はコメディカルの中でも比較的古い職種であり、その誕生は1895年にW. C. レントゲンがX線を発見したことに始まる。X線の存在が知られると、医師たちはその6ヶ月以内に早くもその性質を利用して病気の診断を行いはじめた。しかし、医師がX線装置を最も効果的に使用するには、フィルムの現像や機器のメンテナンスといった時間のかかる作業を他の誰かに処理してもらわなければならないということに気付くのに、それほど時間はかからなかった。1890年代後半には、診療放射線技師の前身となるX線診断装置の照射やメンテナンスを生業とする専門家・技術者が誕生している。また初期の技師は放射線防護に対して無関心な環境でその仕事を請け負っていたために、放射線業務に従事するその他多くの医師、看護師、研究者などと同様に、知らず知らずのうちに重い身体的負担を受けていた。X線が発見されてから20年近く経って、やっと鉛エプロンやフィルムバッジなどの予防措置が取られるようになった。

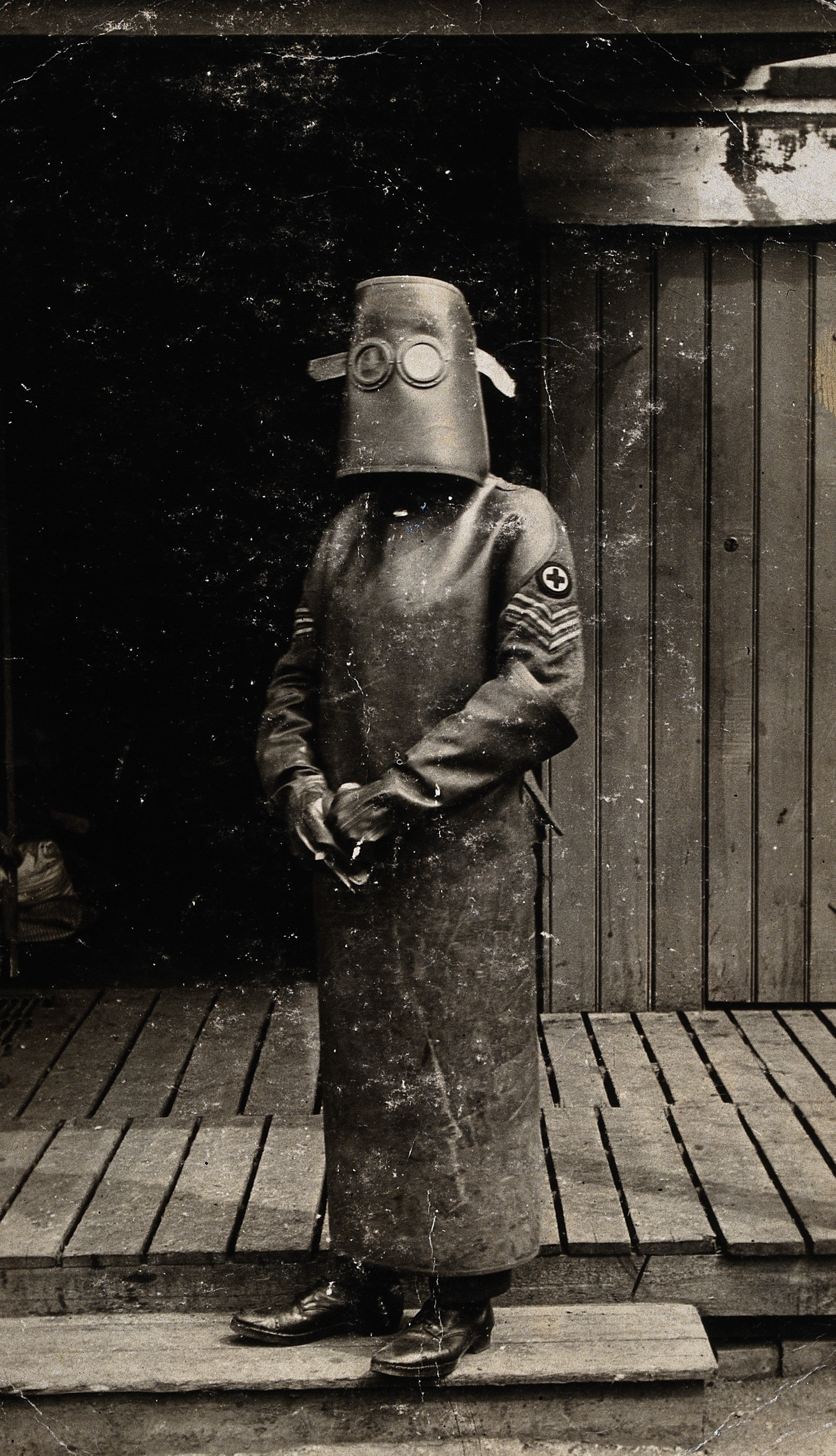
第一次世界大戦中の技師の服装（1918年、フランス）

第一次世界大戦中、X線を用いた診断治療は盛んに行われた。中でもドイツ/英国貴族グレイヒャン卿の令嬢Helena Gleichenによる、負傷兵に埋め込まれた弾丸を正確かつ迅速に描出した放射線技師としての活躍は、"忘れ去られた英雄"としてその逸話が残されている。大戦後、X線に携わる技術者たちは激増し、彼らを取りまとめる教育・組織体系が必然的に求められていった。しかし当時は未だ撮影技術に対する明確な教本などはなく、技師たちは自身の技術を他者に説明する術は持ち合わせていなかった。そんな中、医師の父を持ち医療機器メーカーを立ち上げていたEddy C. Jermanと呼ばれる一人の技術者が、放射線技師の教育、組織、正当性を訴え、1920年10月にJermanと13人のX線技師（その半分は女性であった）によってアメリカで初の放射線技師のための協会「米国放射線技師協会（American Association of Radiological Technicians）」（現・「American Society of Radiologic Technologists（ASRT）」）が設立された。また同年には、イギリスにおいて放射線技師6人と電気技師6人によって「英国放射線技師協会（Society of Radiographers（SoR））」が設立されるなど、着実に診療放射線技師の職業的地位の向上が図られていった。1925年にはICRUが設立され、また1928年にはX線撮影技術学における初の教本である「Modern X-ray Technic」がJermanによって執筆された。

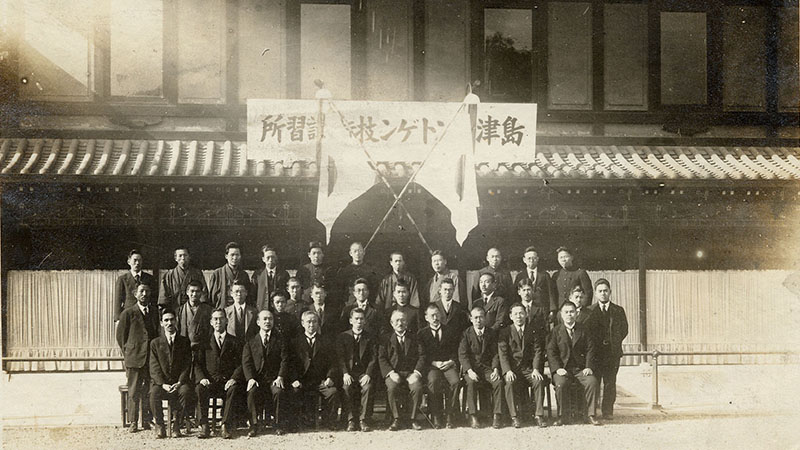
「島津レントゲン技術講習所」第一回入学式の様子（1927年9月撮影）

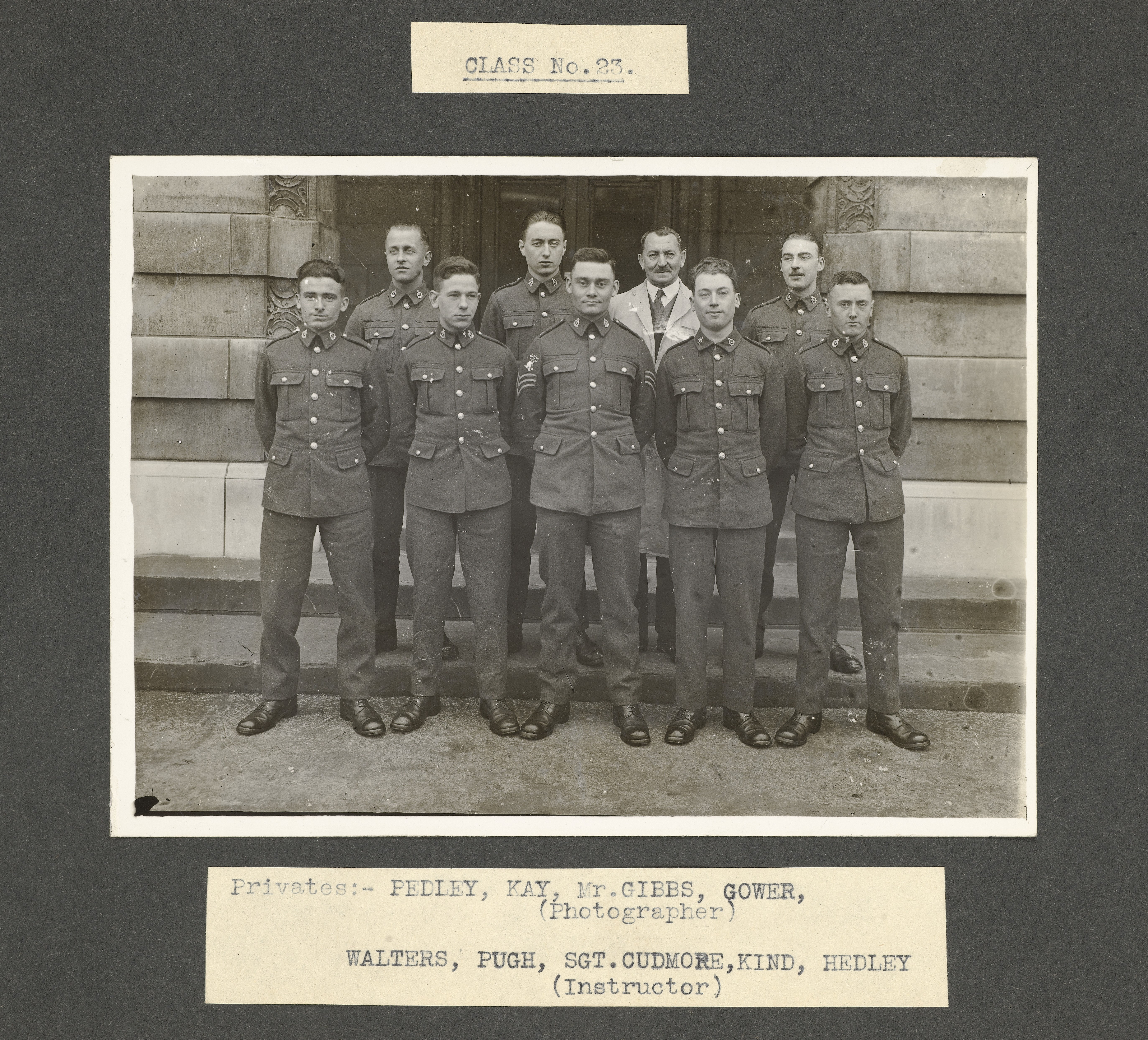
RAMCにおける放射線技師養成クラスの集合写真（撮影時期不明、ロンドン）

日本では、1912年に医学者の藤浪剛一がウィーン大学からX線撮影技術を持ち帰り、順天堂医院に日本初のレントゲン科が設立された。その後、順天堂医院で藤浪に師事した医学者の瀬木嘉一が、1923年に放射線技師（当時はレントゲン技術者）の有志を集めて「蛍光会」を発足、1925年には会員増加のために順天堂から独立・改組され「日本レントゲン協会」となり、後の「日本放射線技術学会（1942年設立）」「日本放射線技師会（1947年設立）」に繋がることになる（また後の国家資格制定にも大きく貢献することになった）。因みに1925年当時、日本全国には既に1500人程度のレントゲン技術者がいたという。1927年には日本初のX線技師養成学校「島津レントゲン技術講習所」が京都・木屋町二条に設立される。その噂は海外にまで伝わり、第一回受験者は数百人にも上った。入学者は21人となったが、その全員が男性であった。当初の教育期間は6か月であり、X線装置の原理とその撮影法、電気理論のほか、解剖生理学や電気事業法令なども教授された。また実習では、当時、その性能の高さから「レントゲンの島津」と呼ばれる所以となっていたダイアナ号とジュノー号を使うなど、最新の技術が学べる環境を整えた。さらには京都大学教授による修養講座も設けられ、一般教養も学ばれた。
以後、診療放射線技術の高度化により教育期間が延長され、教科目も拡大していった。日本においては、1951年に診療エツクス線技師法が成立したことで「診療エックス線技師」として国家資格が与えられ、その翌年から学生への2年制教育が開始される。それ以前は学生が診療放射線技術を学べる機会は少なく、電気工学科などを卒業した20代以上の社会人に現場や養成校で教授されるのが常であった。彼らの有していた基礎知識は、「医用電気工学」など医療に特化した科目となって、教育カリキュラムに取り入れられた。1968年には同法が診療放射線技師及び診療エツクス線技師法に改正され「診療放射線技師」が誕生、業務は診療X線技師と分担化され、教育期間は2年制と並行して3年制教育も行われるようになった。1983年には診療X線技師が廃止され、診療放射線技師への一本化となり、教育期間も3年制のみとなった。アメリカでは、1964年に、前述した「米国放射線技師協会」の名が「...Technicians」から「...Technologists」に変更されており、診療放射線技師業務の高度化が表れている。
日本における技師の4年制大学教育は、1987年に藤田学園保健衛生大学（現・藤田医科大学）に診療放射線技術学科が設置されたことにはじまり、1991年には鈴鹿医療科学技術大学（現・鈴鹿医療科学大学）に、1993年には大阪大学、2019年には順天堂大学が保健医療学部を開設するなど、その数を増やしていった。日本初のX線技師養成学校の島津レントゲン技術講習所は、1970年に、京都放射線技術専門学校、1989年に、京都医療技術短期大学となり、2007年4月に、京都医療科学大学となっている。#教育項においても述べるが、近年では、医療機器の多様化・高度化や業務の拡大、読影補助の重要性などが叫ばれており、3年制教育では賄いきれない場面も現れはじめている。それ故に4年制大学卒業者が急増しており、また大学院進学や第一種放射線取扱主任者資格の在学中の取得なども一般的になりつつあるなど、技師の高学歴化が予想されている。
現在、医師が自らX線撮影やCTなどの検査を実施することは非常に少なくなり、高度な放射線検査の技術を身につけた診療放射線技師が専ら行っている。医療分野においても、細分化・分業化が進んでおり、現代の高度なチーム医療の一員として、診療放射線技師は不可欠となっている。医師に画像特性や読影などの知識を指導する状況も多々見られている。
近年の技師養成校の増加により、需要と供給のバランスから今後供給過剰になることが示唆されているが、一方で、企業や研究所などへの就職の幅が広まりつつあり、将来的にはさらに広がる期待もある。また、実際にはその時点で働いている技師数以上に、技師の需要がある場合も考えられ、多くの医療機関でさらなる技師の需要があることも推測される。

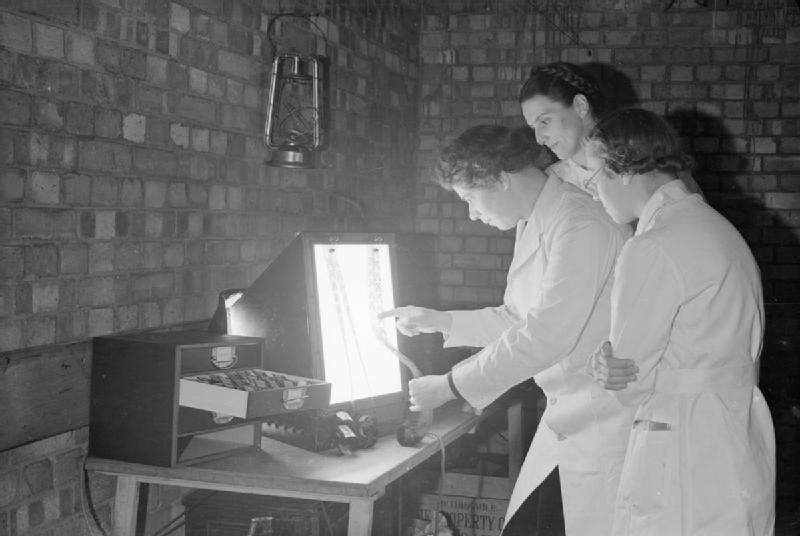
X線フィルムを確認する女性技師たち（1943年、ロンドン）

元々放射線分野においては、キュリー夫人をはじめとして女性の活躍の機会は少なくなかったものの、戦後に入り欧米では他職種と同じく女性技師は急増し、今日ではアメリカの技師の約7割が、ドイツに至ってはその約9割が女性となっている。ただし近年は、前述の通り世界的にも技師の教育期間が延長し高学歴化する傾向にあり、関連資格取得や研究などの選択肢が一般化してきたために、欧米では再び男性技師が増加してきている（この流れは日本における薬剤師や臨床検査技師にも見られる）。因みに日本や韓国などのアジア圏では、技師は古くから男性の職種として認識されており、未だ男性技師が7割以上となっているため、逆に女性技師の増加が期待されている。なお現状として、女性の数が圧倒的に多い医療業界において、いまだに男性優位の旧態依然とした古い職種はごくわずかになっている（他に医師・歯科医師など）。

## 教育
診療放射線技師の学歴に関しては、従来は短期大学もしくは専門学校の出身者が多く見受けられたが、近年では診療放射線技師の高学歴化が顕著となり、四年制大学、さらには大学院出身者が大幅に増加する傾向にある。博士号取得者も増えてきている。主な学位の種類は、博士（保健学）、博士（医学）、博士（工学）、博士（理学）などである。また、放射線技師系修士以上の学歴を有することで受験資格を得ることができる関連資格として医学物理士があり、近年受験者数が増加している。
診療放射線技師養成校も、従来は短期大学と専門学校が主流であったが、現在ではほとんどの短期大学および一部の専門学校が四年制大学に移行し、大学がそれ以外の養成校よりも入学定員数の多くを占めるようになったため、診療放射線技師の養成は大学教育が主流となった。
医療職を大きく分類する際（特に公立医療機関において）、国家公務員の給与表の区分に準じて医療職（一）を医師、歯科医師、医療職（二）を薬剤師、診療放射線技師、臨床検査技師、理学療法士、作業療法士等、医療職（三）を看護師、准看護師、保健師、助産師とする場合が多いが、医療職（一）の医師・歯科医師は従来より六年制大学教育となっているのに対し、他は薬剤師を除いて専門学校から四年制大学まで多岐にわたる。近年、薬剤師が六年制大学教育化され、医師、歯科医師と同等の学歴となったが、他職種も薬剤師と同様に四年制（将来的には六年制あるいは修士）と教育体制が拡大していく傾向にある。特に、診療放射線技師と臨床検査技師はその傾向が顕著である。

## 資格
文部科学大臣が指定した大学又は厚生労働大臣が指定した診療放射線技師養成所において、3年以上診療放射線技師として必要な知識及び技能の修習を終えたものが診療放射線技師国家試験の受験資格を得られる。他に、外国において同等の資格を有するもので、特定の条件を満たすものにも受験資格が与えられる。
診療放射線技師法にて、人体に害を及ぼす恐れのある診療放射線を照射できるのは、診療放射線技師および医師・歯科医師のみと規定されている。ただし歯科医師に関しては顎口腔領域の治療及びそれに資する場合を対象とするとされ、口腔癌の予後観察における肺転移可能性排除のための歯科医師による胸部撮影判断を認定した判例などがある。医行為として人体に放射線を照射するため、放射線の物理特性や医療機器の特性の理解、照射する放射線量の最適化、人体への作用・影響の熟知、患者心理の対応等に関する知識を十分に備えた上で行うのが原則である。
従って、前述の資格を有しない者による人体への放射線照射（例として、看護師や歯科衛生士によるレントゲン撮影）は違法行為である（業務独占資格）。　

## 国家試験
毎年1回、診療放射線技師国家試験が実施される。試験科目は以下の14科目、総問題数は200題、合否判定は正解率60%（120点）であると言われている。なお、近年、試験内容の改正が行われ、2004年3月実施の第56回の国家試験から以下に示す新しい科目構成となった。従来の試験に比べて、臨床・医学分野により重点を置くようになり、解剖学、画像の読影、基本的な疾患の病態や検査技術を問う設問が大幅に増加した。また、平成21年の診療放射線技師法施行規則改正により、同年9月1日より試験名称が「診療放射線技師試験」から「診療放射線技師国家試験」となった。
診療放射線技師 国家試験 科目
| 基礎医学大要（30問）         | 放射線生物学（10問）     | 放射線物理学（10問）     |
| 放射化学（8問）              | 医用工学（7問）          | 診療画像機器学（20問）   |
| エックス線撮影技術学（20問） | 診療画像検査学（20問）   | 画像工学（5問）          |
| 医用画像情報学（10問）       | 放射線計測学（10問）     | 核医学検査技術学（20問） |
| 放射線治療技術学（20問）     | 放射線安全管理学（10問） |                          |

## 業務内容
「診療放射線技師」とは、厚生労働大臣の免許を受けて、医師又は歯科医師の指示の下に、放射線を人体に対して照射することを業とする者をいう。（診療放射線技師法第2条第2項）
また、MRI、超音波検査、（無散瞳）眼底写真のように、放射線を利用しない検査を行うこともある（MRI・超音波検査・眼底写真はいずれも臨床検査技師および看護師が行うことができ、視能訓練士は散瞳眼底写真撮影ができる）。
他に、対患者以外の業務として、撮影データの画像処理、放射線治療における治療計画（線量計算）、放射線利用の安全管理、放射線診療に用いる機器・器具の管理等、職種の専門性を生かした業務も行う。診療放射線技師は医療機関以外においても、行政、原子力発電所、工業（放射線を利用した非破壊検査）、研究所、教育機関など幅広く活躍している。
診療放射線技師の行う業務
| 放射線使用の有無 | 種類       | 内容                                                         |
| ---------------- | ---------- | ------------------------------------------------------------ |
| 使用             | X線撮影    | 胸腹部・全身骨・組織の撮影                                   |
| 使用             | CT         | コンピュータ解析による人体の輪切り画像の撮影                 |
| 使用             | 血管撮影   | 心臓・脳・消化器・四肢等の血管の撮影                         |
| 使用             | 透視       | 透視下にて行う消化器・整形・泌尿生殖器領域の撮影・処置       |
| 使用             | 骨塩定量   | 骨密度の検査（放射線を用いない装置もある）                   |
| 使用             | 核医学検査 | 放射性薬品を用いた人体の生理機能の画像検査                   |
| 使用             | 放射線治療 | 放射線照射による疾患（主に悪性腫瘍）の治療                   |
| 不使用           | MRI        | 磁気と電波を用いた人体の任意断面の撮影                       |
| 不使用           | 超音波検査 | 超音波による人体軟部組織の検査                               |
| 不使用           | 眼底撮影   | 網膜周辺毛細血管の撮影（無散瞳のみ）                         |
| 不使用           | 画像処理   | 各種検査で得られた画像を解析し、疾病の診断に有用な情報の取得 |
| 不使用           | 治療計画   | 放射線治療における照射方法の立案（線量分布の計算）           |
| 不使用           | 放射線管理 | 放射線使用施設の安全管理                                     |
| 不使用           | 品質管理   | 放射線診療で用いる機器の精度・安全性等の管理※                |

※医療機関における放射線診療に用いる機器・器具の安全管理者は診療放射線技師あるいは医師・歯科医師である必要がある。
診療放射線技師の行う業務、あるいはその行為に用いる放射線の種類は、診療放射線技師法で定められている。当該法令では、放射線とは次に掲げる電磁波又は粒子線を指す。なお、法令では一般に、X線をエックス線、α線をアルファ線と示すように、カナ表記を用いている。
- アルファ線及びベータ線
- ガンマ線
- 100万電子ボルト以上のエネルギーを有する電子線
- エックス線
- その他政令で定める電磁波又は粒子線

以下に、診療放射線技師が医療で用いる放射線の具体的な業務内容を示す。
国際放射線防護委員会（ICRP）の勧告では、人体に対する放射線照射に伴う有益性（放射線診療）と欠点（放射線被曝）を適切に判断し、放射線照射行為の正当化を図ることは医師・歯科医師の義務であり、一方、その放射線照射行為の最適化を図る（必要最低限の線量で最大限の効果を生む）ことは、診療放射線技師（医師・歯科医師が照射を行う場合は当事者）の義務である。
放射線の種類と業務内容
| 種類       | 検査                                                                                        | 治療                                                                  |
| ---------- | ------------------------------------------------------------------------------------------- | --------------------------------------------------------------------- |
| X線        | X線撮影 （一般撮影・デンタル撮影・ 断層撮影・マンモグラフィー等） CT 血管撮影 透視 骨塩定量 | 放射線治療（外部照射・術中照射） 血管撮影に付随する画像下治療での撮影 |
| α線        | －                                                                                          | 放射線治療（外部照射）                                                |
| β線        | 核医学検査                                                                                  | 放射線治療（腔内照射・組織内照射・内用療法）                          |
| γ線        | 核医学検査                                                                                  | 放射線治療（外部照射・腔内照射・組織内照射・内用療法）                |
| 電子線     | －                                                                                          | 放射線治療（外部照射・術中照射）                                      |
| 中性子線   | －                                                                                          | 放射線治療（中性子捕捉療法）                                          |
| 陽子線     | －                                                                                          | 放射線治療（粒子線治療）                                              |
| 重イオン線 | －                                                                                          | 放射線治療（粒子線治療）                                              |

## 職能団体
日本診療放射線技師会
日本診療放射線技師会は、診療放射線技師の職能団体である。主に、診療放射線技師に関する社会での啓蒙活動や、加入する診療放射線技師の医療技術の向上を目指した活動を行っている。ただし、診療放射線技師として働く上で日本診療放射線技師会に必ずしも加入している必要性はなく、各個人の任意による加入である。

## 関連学会
日本放射線技術学会
診療放射線技師が加入する学会は、放射線医学系を中心に多数存在するが、最も加入者数が多い学術団体は日本放射線技術学会である。全会員数は1万7,000名近くに上り（診療放射線技師以外の者も入会可）、放射線診療技術に関する活発な研究・活動が行われている。会員の大部分は診療放射線技師であるが、他に医師（放射線科医）、理工学系技術者などで構成される。
日本放射線技術学会は、医学分野で世界的に主流となっている文献検索データベース「MEDLINE」にも登録されている。
日本医学放射線学会
会員の大部分は医師（特に放射線科医）であるが、一部の診療放射線技師も加入している。例年、日本放射線技術学会、日本医学放射線学会、日本医学物理学会は合同で学術大会を開催することが多く、各学会の支持母体となる職種は違っても、同じ放射線診療に関わる学会同士が強い結びつきを持って学術の発展に力を注いでいる。
日本磁気共鳴医学会
磁気共鳴画像（MRI）検査を専門とする学会である。会員は主に医師（放射線診断医）、診療放射線技師、臨床検査技師である。
日本核医学会
核医学を専門とする学会である。会員は主に医師（核医学診療医）、診療放射線技師である。
日本核医学技術学会
核医学の内、技術的な分野を専門とする学会である。会員は主に診療放射線技師、理工学系技術者である。
日本放射線腫瘍学会
放射線治療を専門とする学会である。会員は主に医師（放射線治療医）、診療放射線技師、理工学系技術者である。
日本医学物理学会
放射線の物理学を専門とする学会であるが、放射線治療分野が大部分を占める。会員は主に診療放射線技師、理工学系技術者、医師（放射線治療医）である。
日本医用画像工学会
放射線関連の画像工学を専門とする学会である。会員は主に診療放射線技師、理工学系技術者である。
日本超音波医学会
超音波検査を専門とする学会である。会員は主に医師（放射線診断医）、臨床検査技師、診療放射線技師である。
日本超音波検査学会
超音波検査を専門とする学会である。会員は主に臨床検査技師、医師（放射線診断医）、診療放射線技師である。

## 認定資格
診療放射線技師の各業務に関して、関連する学会や職能団体から認定資格が設けられている。
主な認定資格の一覧
| 分野           | 資格名称（括弧内は資格の認定機関） |
| -------------- | --- |
| マンモグラフィ | 検診マンモグラフィ撮影認定診療放射線技師（マンモグラフィ検診精度管理中央委員会）                                                                 |
| CT             | X線CT認定技師（日本X線CT専門技師認定機構） X線CT専門技師（日本X線CT専門技師認定機構） 大腸CT専門技師（日本大腸CT専門技師認定機構）               |
| MRI            | 磁気共鳴専門技術者（日本磁気共鳴専門技術者認定機構）                                                                                             |
| 超音波検査     | 超音波検査士（日本超音波医学会・日本超音波検査学会）                                                                                             |
| 核医学         | 核医学専門技師（日本核医学専門技師認定機構） |
| 放射線治療     | 放射線治療専門放射線技師（日本放射線治療専門放射線技師認定機構） 医学物理士（医学物理士認定機構） 放射線治療品質管理士（放射線治療品質管理機構） |
| 放射線機器管理 | 放射線機器管理士（日本放射線技師会） |
| 放射線安全管理 | 放射線管理士（日本放射線技師会） |
| 医療情報       | 医用画像情報管理士（日本放射線技師会） 医療情報技師（日本医療情報学会）                                                                          |
| 教育           | 臨床実習指導教員（日本放射線技師会） |
|                | |

これらの認定資格の一部には、診療放射線技師免許所持者でなくても取得できる資格も含まれている。具体的には、臨床検査技師と業務内容が重複するMRI（磁気共鳴専門技術者）や超音波検査（超音波検査士）、放射線治療の業務のうち特定の領域に限定された認定資格である医学物理士や放射線治療品質管理士、さらには医療情報技師が該当する。
上記の認定資格は、その資格を所持していないと関連する業務を行うことができないというわけではなく、あくまで、その業務に関して十分な知識・技能を持ち合わせていることの客観的な指標となる。逆に言うと、診療放射線技師でない者が上記の資格（医学物理士や放射線治療品質管理士など）を取得しても、法律上の規定により診療業務自体に直接携わることはできない。
認定資格は、その資格を所持しても医療的な業務範囲を広げることはできないため、国家資格のうち名称独占資格といわれる資格と似た性質を有する。ただし、これら認定資格は、それを所持している職員が在籍している医療機関は高度な医療を提供できる体制があると解釈し、そのような医療機関に対して診療報酬の加点措置等、目に見える明確な形で資格の必要性を示すことができるように学会・職能団体が活動を行っている。

## 日本の診療放射線技師免許を持つ著名人
- 畦元将吾 - 政治家・実業家
- 菅谷弥生 - 声優
- 今村昌弘 - 小説家
- 志田晃一 - 放射線技術科学者、医学物理学者
- 鈴木昇一 - 医学研究者
- 田中利恵 - 医学研究者
- 植田俊男 - 医学研究者
- 越田吉郎 - 医学研究者
- 辻岡勝美 - 医学研究者、ヘリカルスキャンCTの開発者

## 関連職種
- 診療エックス線技師
  - 1951年（昭和26年）6月11日に設けられた診療放射線技師の前身の資格で、取扱範囲は100万電子ボルト未満のエネルギーを有するX線に限られている。1984年（昭和59年）10月1日に「診療放射線技師及び診療エックス線技師法」の一部改正が施行され、従来の「診療エックス線技師」は診療放射線技師への格上げ等の存続措置がとられないまま新たな免許の付与が停止されたが、経過措置として改正施行時に診療エックス線技師の免許を受けている者等は引き続き診療エックス線技師の名称を用いて業務を行うことが認められた。現在その養成や試験は実施されていない。
- 放射線取扱主任者
  - 法令で定める放射線を利用する施設では、その安全管理の監督を行う者として、放射線取扱主任者の選任が必要となっている。放射線取扱主任者免状には、第1種から第3種が存在するが、第1種が最も上位の資格であり、放射線取扱主任者としての業務内容に制限がなく、医療・工業・研究等の目的に様々な放射線発生装置・放射性物質を利用する施設において、選任を受けることができる。放射線取扱主任者国家試験の内容は、分野的に診療放射線技師国家試験に大部分が含まれるため、現役の診療放射線技師、あるいは、診療放射線技師を養成する教育機関に在学する学生がこの資格を取得することが多い。[10]
- エックス線作業主任者
  - エックス線を工業利用で使用する場合に必要となる資格である。診療放射線技師免許を有する者は学科試験が免除となり、居住地を管轄する各都道府県労働局への申請のみで免許取得が可能である[11]。
- ガンマ線透過写真撮影作業主任者
  - ガンマ線を工業利用で使用する場合に必要となる資格である。診療放射線技師免許を有する者は学科試験が免除となり、居住地を管轄する各都道府県労働局への申請のみで免許取得が可能である。
- 作業環境測定士
  - 作業環境測定法に基づき労働作業者の健康を守る資格である。診療放射線技師免許を有する者は、第2種作業環境測定士及び第1種作業環境測定士（放射性物質）の学科試験が免除となり、登録講習のみで資格を取得することができる[12]。
- 臨床検査技師
  - 診療放射線技師が行っている放射線を使用しない分野の画像検査分野（MRI、超音波検査等）は、臨床検査技師と分野が重複する。但し、放射線を使用した検査は、診療放射線技師の独占分野である。[13]